# Nowe Warpno
Nowe Warpno (tysk: Neuwarp) er en by i det vestlige Polen, i zachodniopomorskie voivodskab. Nowe Warpno ligger på Police-sletten ved Stettiner Haff (polsk: Zalew Szczeciński, og Nowowarpienskie Søen (polsk: Jezioro Nowowarpieńskie, tysk: Neuwarper See) i Stettin Byområdet, ved Police. Nowe Warpno har en lystbådehavn, en flodhavn og færgeforbindelser til Altwarp - en landsby ved Stettin-noret i Tyskland. Den vigtigste vej er provinsielle vej nr 114 fra Tanowo, Police og Trzebież.
Den vigtigste del af byen er Centrum omkring rådhuset, Podgrodzie (tysk: Wendischer Berg – Altstadt) og Karszno (tysk: Albrechtsdorf).

## Befolkning, areal og telefonkode
- befolkning: 1.221 (2014)
- areal: 24,51 km²
- telefonkode: (0-91)

## Historie
- 10. september 1759 – Søslaget på Stettin-noret (ved Nowe Warpno og Ueckermünde) mellem Preussen og Sverige.

## Natur i en by og omegn
Natura 2000 områder
- 1) Wkrzanskaskoven (polsk: Puszcza Wkrzańska, tysk: Ueckermünder Heide), Swidwie Naturreservatet (polsk: Rezerwat przyrody Świdwie), Swidwie Søen (polsk: Jezioro Świdwie)
- 2) Oders mundingen og Stettin-noret (polsk: Ujście Odry i Zalew Szczeciński) – det område indeholder floden Oder i Nedre Oderdal (polsk: Dolina Dolnej Odry) med Oders mundingen – Roztoka Odrzańska – ved Police - Jasienica og Stettin-noret (polsk: Zalew Szczeciński)

## Turisme

### Seværdigheder (by)
- Kirke (15. århundrede) i Centrum på Nowe Warpno Halvøen
- Rådhus (17. århundrede) i Centrum på Nowe Warpno Halvøen
- Kirke (18. århundrede) i Nowe Warpno-Karszno
- Strand ved Stettin-noret (polsk: Zalew Szczeciński, tysk: Stettiner Haff) og Nowowarpienskie Søen (polsk: Jezioro Nowowarpieńskie, tysk: Neuwarper See)

### Turisme (omegn)
- Stettin-noret (polsk: Zalew Szczeciński, tysk: Stettiner Haff) i Brzózki og Trzebież (tysk: Ziegenort)
- Swidwie Naturreservatet (polsk: Rezerwat przyrody Świdwie), Swidwie Søen (polsk: Jezioro Świdwie) ved Tanowo (tysk: Falkenwalde) og Dobra (tysk: Daber),

- Havn i Centrum af Nowe Warpno
- Havn i Podgrodzie, bydel af Nowe Warpno
- Et posthus
- Statuen af den tyske maler Hans Hartig (1873-1936)
- Byen om aftenen

## Venskabsbyer
- Ueckermünde (Tyskland)

## Byer ved Nowe Warpno
- Police, Polen
- Szczecin (Polen)
- Ueckermünde (Tyskland)
- Eggesin (Tyskland)
- Świnoujście (Polen)

## Landsbyer ved Nowe Warpno
- Warnołęka
- Brzózki
- Myslibórz Wielki
- Myślibórz Mały
- Trzebież
- Dobieszczyn
- Stolec
- Altwarp (Stare Warpno) (Tyskland)